# Sylvan Ebanks-Blake
Pour les articles homonymes, voir Ebanks.

Sylvan Ebanks-Blake (né le 29 mars 1986 à Cambridge) est un footballeur anglais. 

## Carrière
- 2004-Janvier 2006 :  Manchester United
  - Janvier 2006-Juin 2006 :  Royal Antwerp FC (en prêt)
- Juin 2006-Janvier 2008 :  Plymouth Argyle
- Janvier 2008 - mai 2013 :  Wolverhampton Wanderers
- Décembre 2013 - 2014 :  Ipswich
- Janvier 2015 - Juillet 2015 :  Preston North End
- Juillet 2015 - 2017 :  Chesterfield FC
- Août 2016 - 2017 :  Shrewsbury Town (en prêt)[1]

## Palmarès
- Wolverhampton Wanderers
  - Championship
    - Vainqueur : 2009